# Rivière de l'Anse aux Canards
Pour les articles homonymes, voir Canard (homonymie).
La Rivière de l’Anse aux Canards coule dans la municipalité de Port-Daniel-Gascons (secteur "Sainte-Germaine-de-L'Anse-Aux-Gascons") et dans la ville de Chandler (secteurs de "Newport" et "Pabos Mills"), dans la municipalité régionale de comté (MRC) Le Rocher-Percé, dans la région administrative de la Gaspésie-Îles-de-la-Madeleine, au Québec, au Canada.
La "Rivière de l’Anse aux Canards" est un affluent de l'Anse aux Canards, laquelle se connecte à la rive Nord de la Baie-des-Chaleurs ; cette dernière s'ouvre vers l'Est sur le golfe du Saint-Laurent.

## Géographie
La "Rivière de l’Anse aux Canards" prend sa source au "Lac à l'Épinette" (longueur : 0,2 km ; altitude : 208 m) situé dans la partie Nord-Est de la municipalité de Port-Daniel–Gascons (secteur "Sainte-Germaine-de-l'Anse-aux-Gascons"), dans la Réserve faunique de Port-Daniel. Ce petit lac draine le versant Est de la ligne de départage des eaux dont le lac Pabos occupe le versant Nord et le lac Girard (dont la décharge se déverse dans la rivière de l'Anse à la Barbe) occupe le vers Sud. Cette source est située à :
- 0,2 km au Sud-Ouest de la limite de la ville de Chandler (secteur "Newport") ;
- 2,1 km au Nord de la limite de la ville de Port-Daniel-Gascons (secteur "Sainte-Germaine-de-l'Anse-Aux-Gascons") ;
- 14,9 km à l'Ouest du pont ferroviaire du Canadien National qui enjambe la "Rivière de l’Anse aux Canards" tout près de sa confluence.

À partir du lac de tête, la "Rivière de l’Anse aux Canards" coule sur 24,0 km vers l'Est, surtout en milieu forestier et montagneux, répartis selon les segments suivants :
- 0,4 km vers l'Est, jusqu'à la limite de la ville de Chandler (secteur "Newport") où se situe la confluence de la décharge du Lac Le Gresley (venant du Sud) ;
- 2,9 km vers l'Est, jusqu'à la confluence de la décharge du Lac Rond (venant du Sud) ;
- 1,0 km vers l'Est, jusqu'à l'embouchure du Lac Denis (altitude : 158 m) que le courant traverse vers l'Est ;
- 0,8 km vers l'Est, jusqu'à la décharge du Lac à Jack (venant du Sud) ;
- 1,9 km vers le Nord en formant une courbe vers l'Est, jusqu'à l'embouchure du Lac Valère (altitude : 146 m) que le courant traverse vers le Nord-Est ;
- 4,1 km vers l'Est en formant une courbe vers le Nord, jusqu'à la décharge (venant du Nord) du Lac de la Pruche Plaquée ;
- 1,2 km vers le Sud en traversant le Lac du Bouleau (altitude : 113 m) jusqu'à son embouchure ;
- 2,9 km vers l'Est, jusqu'à la décharge d'un ruisseau (venant de l'Ouest) et se déversant dans le "Lac du Bran de Scie" ;
- 2,3 km vers l'Est, jusqu'à la rive Sud-Ouest du Lac à Keays (altitude : 24 m) ;
- 1,6 km vers l'Est, puis le Sud, jusqu'à la limite du secteur "Pabos Mills" de la ville de Chandler ;
- 2,8 km vers l'Est jusqu'au pont de la route 132 ;
- 2,1 km vers l'Est jusqu'au pont du Canadien National lequel délimite le fond de l'Anse aux Canards où se situe la confluence de la rivière[1].

La "Rivière de l’Anse aux Canards" se déverse sur la rive Nord-Ouest de la "Baie du Grand Pabos" ou sur le grès à marée basse. Cette anse est délimite du côté Nord par la "Pointe du Grand Pabos" qui s'avance vers l'Est dans la Baie-des-Chaleurs.
Cette confluence est située à :
- 0,8 km du côté Sud du centre du village de "Pabos Mills" ;
- 4,4 km au Sud du pont ferroviaire du Canadien National enjambant l'embouchure de la Baie du Grand Pabos où se déverse la rivière du Grand Pabos et la rivière du Grand Pabos Ouest ;
- 2,7 km au Nord-Est de la Pointe à Carnaval.

## Toponymie
Le toponyme "rivière de l’Anse aux Canards" a été officialisé le 5 décembre 1968 à la Commission de toponymie du Québec.